# Smugówka malgaska
Smugówka malgaska (Phedina borbonica) – gatunek ptaka z rodziny jaskółkowatych (Hirundinidae), jedyny przedstawiciel rodzaju Phedina. Ptak zamieszkujący głównie Madagaskar, niezagrożony wyginięciem.

## Występowanie
Smugówka malgaska występuje w zależności od podgatunku:
- P. borbonica madagascariensis – gniazduje na Madagaskarze, ewentualnie także na wyspie Pemba; migruje do Afryki Wschodniej
- P. borbonica borbonica – Mauritius i Reunion

## Systematyka

### Taksonomia
Gatunek po raz pierwszy opisany przez niemieckiego zoologa Johanna Friedricha Gmelina w 1789 roku pod nazwą Hirundo borbonica. Jako miejsce typowe autor wskazał Île de Bourbon (obecnie Reunion). Podgatunek madagascariensis opisał po raz pierwszy niemiecki ornitolog Gustav Hartlaub w 1860 roku. Jako miejsce typowe Hartlaub wskazał Madagaskar. Rodzaj Phedina został utworzony w 1855 roku przez francuskiego zoologa Karola Lucjana Bonaparte. Część ujęć systematycznych umieszcza w rodzaju Phedina smugówkę kongijską (Phedinopsis brazzae). Rozpoznano dwa podgatunki P. borbonica.

### Etymologia
Nazwa rodzajowa: greckie φαιος phaios – brązowy; włoskie Rondine – jaskółka < łacińskie hirundo, hirundinis – jaskółka.

Epitet gatunkowy: Île de Bourbon, wyspa nazwana w 1649 roku na cześć Burbonów, europejskiej rodziny królewskiej pochodzenia francuskiego (później Ile de la Réunion, obecnie Reunion, nazwana w 1793 roku, aby upamiętnić upadek Burbonów i unię rewolucjonistów z Marsylii i z Paryża).

## Morfologia
Długość ciała 15 cm, masa ciała 18–24 g. U podgatunku nominatywnego korona i górne części ciała szaro-brązowe z drobnymi ciemnymi smugami. Skrzydła i ogon ciemnobrązowe, ogon słabo rozwidlony, barkówki z bladymi krawędziami. Spód ciała szaro-brązowy, gardło i brzuch białe, z silnie zaznaczonymi ciemnymi smugami (szerszymi niż w górnych częściach ciała). Pokrywy podskrzydłowe szaro-brązowe. Płcie podobne. Osobniki młodociane różnią się od dorosłych posiadaniem szerokich białych końcówek na lotkach II rzędu. Podgatunek madagascariensis jaśniejszy, z białymi pokrywami podogonowymi i bardziej wyraźnymi smugami na piersi.

## Ekologia

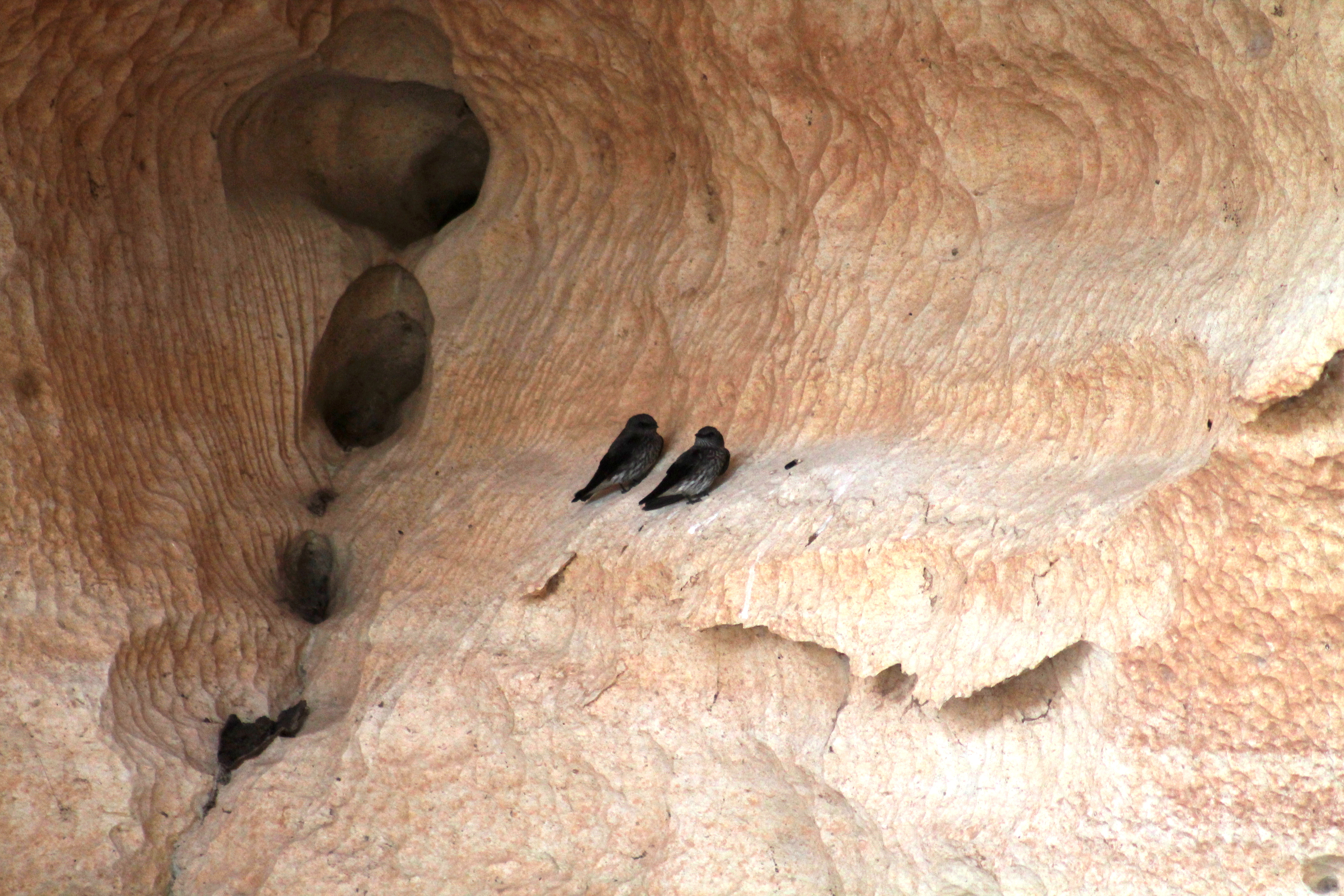
Smugówki malgaskie odpoczywające nad rzeką Manambolo

### Głos
Ćwierkająca pieśń o brzmieniu „siri-liri siri-liri”; również kontaktowe odgłosy o brzmieniu „chip”.

### Siedlisko i pożywienie
Smugówka malgaska preferuje obszary otwarte i półotwarte. Na Mauritiusie i Reunionie żywi się nad zbiornikami wodnymi, wśród lasów i zarośli oraz wzdłuż klifów i obszarów brzegowych, do wysokości 1500 m n.p.m. na Mauritiusie, na Reunionie spotykana głównie na 200–500 m n.p.m. Na Madagaskarze widywana na otwartym terenie, wśród krzewów, w lasach, terenach zalesionych, bagnach i na polach ryżowych, na wysokości do 2400 m n.p.m. W sezonie innym niż rozrodczy, pokarm zdobywa również na obszarach wylesionych i nad baldachimem lasu bogatego w Brachystegia w Mozambiku.
Dieta smugówki malgaskiej zawiera chrząszcze (Coleoptera) i błonkoskrzydłe (Hymenoptera). Pokarm zdobywa pojedynczo lub w małych grupach wraz z innymi jaskółkami i jerzykami (Apodidae), blisko ziemi i drzew; lot jest wolny i trzepoczący. Najaktywniejsza tuż przed zmierzchem.

### Lęgi
Okres rozrodczy na Madagaskarze przypada na okres od sierpnia do listopada, natomiast na Mauritiusie i Reunionie na okres od września do grudnia. Formuje się w grupy składające się z 3–20 par. Gniazdo otwarte, o kształcie kubka zbudowane jest z gałązek i innych materiałów roślinnych, takich jak sucha trawa, wyłożone jest drobniejszą roślinnością i piórami, umieszczone jest w szczelinie lub na półkach w skalnych, wśród kępek trawy, na dachach lub w budynkach, w podziemnym korytarzach lub w jaskiniach, często od 3 do 5 m nad wodą. Samica na Madagaskarze i na Mauritiusie składa 2 jajka, natomiast na Reunionie od 2 do 3 jaj. Jaja wysiaduje wyłącznie samica, okres inkubacji jest nieznany; obie płcie karmią pisklęta. Okres pierzenia piskląt nieznany.

### Migracje
Podgatunek nominatywny na Mauritiusie i Reunionie osiadły podczas rozproszenia w sezonie post-hodowlanym, nieobecny na lęgowiskach od początku stycznia do połowy sierpnia. Podgatunek madagascariensis po okresie rozrodczym migruje zarówno lokalnie jak i odbywa długodystansowe loty; rejestrowany poza sezonem rozrodczym (głównie okres od czerwca do sierpnia) w rozproszonych miejscach w Afryce (na przykład wschodnia Kenia, wyspa Pemba, Malawi, środkowy Mozambik). Rejestrowano przeloty nad atolem Aldabra, nad Seszelami i innymi wyspami; osobniki zabłąkane widywane na Amirantach.

## Status
W Czerwonej księdze gatunków zagrożonych Międzynarodowej Unii Ochrony Przyrody został zaliczony do kategorii LC (ang. Least Concern) – najmniejszej troski. Mimo że nieznana jest globalna liczebność populacji, gatunek ten wydaje się być liczny na Mauritiusie i Reunionie oraz dość pospolity, ale lokalnie rozmieszczony na Madagaskarze. Trend liczebności populacji uznawany jest za stabilny. W drugiej połowie XX wieku licznie rejestrowany w Afryce np. w 1944 roku w okresie od czerwca do lipca i w 1956 kwietniu w Malawi, oraz w 1968 roku w okresie od czerwca do lipca w Mozambiku; w ostatnim okresie znacznie rzadziej spotykany na terenach Afryki. Stan populacji na wyspie Pemba niepewny, rejestrowany głównie poza sezonem lęgowym, choć spotykany również w jego trakcie. W latach 1973–1974 na Mauritiusie zarejestrowano co najmniej 70–75 par i być może 200–400 par na Reunionie podgatunku nominatywnego.